# Patience (Take That)
Patience è un singolo dei Take That pubblicato nel 2006 estratto dall'album Beautiful World, che ha segnato il ritorno del gruppo britannico sulle scene dopo 10 anni di assenza.
Patience è rimasto in cima alle classifiche nel Regno Unito per ben dieci settimane, diventando il più grande successo della band.
Il brano inoltre ha vinto il premio come miglior canzone all'edizione 2007 dei BRIT Awards, oltre ad essere votata come canzone dell'anno. Il 18 febbraio 2007 il singolo è entrato nella classifica britannica una seconda volta, e una terza volta l'11 agosto, in seguito alla performance del gruppo a un concerto per la commemorazione della morte di Lady Diana.

## Tracce
Singolo CD Regno Unito
1. Patience – 3:22
2. Beautiful Morning – 3:37

Singolo CD internazionale
1. Patience – 3:22
2. Beautiful Morning – 3:37
3. Trouble with Me
4. Patience (Video)

## Classifiche
| Classifica (2006) | Posizione massima |
| ----------------- | ----------------- |
| Australia         | 29                |
| Austria           | 4                 |
| Belgio (Fiandre)  | 24                |
| Belgio (Vallonia) | 52                |
| Canada            | 21                |
| Danimarca         | 6                 |
| Europa            | 1                 |
| Germania          | 1                 |
| Irlanda           | 2                 |
| Italia            | 2                 |
| Norvegia          | 14                |
| Paesi Bassi       | 12                |
| Regno Unito       | 1                 |
| Svezia            | 6                 |
| Svizzera          | 1                 |